# Natürliche Theologie
Als Natürliche Theologie (auch theologia naturalis oder philosophische bzw. rationale Theologie, teilweise identisch mit Natürlicher Religion) wird der Versuch bezeichnet, aus natürlichen Quellen Erkenntnis über Gott zu gewinnen. 
Mit „natürlichen Quellen“ sind hier vor allem die menschliche Vernunft und die Betrachtung der Schöpfung, insbesondere der mit den Sinnen wahrnehmbaren Welt, gemeint. Obwohl von Gott gesprochen wird, handelt es sich bei der natürlichen Theologie dem Anspruch nach nicht um Glauben und Religion, sondern um die rationale Durchdringung des Weltzusammenhangs mit wissenschaftlich verantworteter und nachvollziehbarer Methodik. Der Denker David Hume benutzte die Begriffe „Natürliche Theologie“ und „Natürliche Religion“ in gleicher Bedeutung. Im Zeitalter des Rationalismus schrieb Hermann Samuel Reimarus über „Die vornehmsten Wahrheiten der Natürlichen Religion“ (1754), um einen von Offenbarungen unabhängigen Vernunftglauben aufzustellen. Die natürliche Theologie als eine nicht auf Offenbarung zurückgreifende Methode wurde und wird insbesondere im Judentum, Christentum und Islam angewendet.
Die Wurzeln natürlicher Theologie reichen zurück bis zu Platon (Idee der Ideen bzw. Idee des Guten); vertieft wurde sie dann vor allem in der Scholastik und Neuscholastik. Meist in ihrem Stellenwert klarer gefasst, wirkt sie teils bis heute weiter.

## Abgrenzung
Die Natürliche Theologie wird von der Offenbarungstheologie abgegrenzt, welche die übernatürliche Offenbarung Gottes als Quelle der Gotteserkenntnis einbezieht. 
Zur Religionsphilosophie wird sie im Regelfall dahingehend abgegrenzt, dass die Religionsphilosophie als eine philosophische Disziplin neben anderen prinzipiell auch solche religiöse Themen diskutieren kann, die theologisch gesehen auf Offenbarung zurückgehen und im Allgemeinen konfessionell neutral ist. Viele Theologen und Philosophen akzentuieren gleichwohl beide Begriffe auf je eigene Weise. Hegelianisch verstanden, bezieht sich Religionsphilosophie beispielsweise auf das Verhältnis von Subjekt und Absolutem.

## Voraussetzungen der Natürlichen Theologie
Die Natürliche Theologie setzt die grundsätzliche Möglichkeit objektiver Erkenntnis voraus. Des Weiteren beansprucht sie zumeist, dass die gesamte Welt und ihr Verhältnis zu Gott davon bestimmt wird, dass jede Wirkung und jedes kontingente Seiende eine Ursache besitzt. Genauer gesagt argumentiert die Natürliche Theologie mit dem metaphysischen Kausalprinzip bzw. dem Satz vom zureichenden Grund. 
Diese Voraussetzung bestreitet etwa der Empirismus, der Ursachen nur für die erfahrbaren Wirklichkeiten annimmt bzw. alles Darüberhinausliegende ablehnt. David Hume hat Kausalität selbst problematisiert, etwa mit dem Hinweis, dass Wissen über Naturgesetze nie Zukünftiges einschließen könne. Auch der Fideismus stellt sich Voraussetzungen natürlicher Theologie entgegen: Aussagen über Gott sind demnach ausschließlich durch Glauben, Offenbarung und Gnade Gottes möglich. Alle drei Optionen werden durch Immanuel Kant kritisiert. Kausalrelationen gelten Kant zufolge nur im Bereich des Empirischen, der Empirismus ruht auf nicht geklärten Voraussetzungen, und eine Ergebenheit des Menschen in Demut gerate schnell zu einer selbst verschuldeten Unmündigkeit, welche durch Aufklärung zu überwinden sei.

## Geschichte

### Herkunft des Wortes
Der römische Gelehrte Marcus Terentius Varro (116–27 v. Chr.) benutzte in seinen 41 Büchern über die „Antiquitates rerum humanarum et divinarum“ (Die Altertümer der menschlichen und göttlichen Dinge) eine Unterscheidung von drei Arten der Theologie: der „mythischen“, der „politischen“ und der „natürlichen“ Theologie. Letztere frage, was die Götter sind. Varros Antwort ist eine entmythologisierende Reduktion von Religion auf Physik: „Götter“, das könnten Zahlen, Atome oder das Feuer sein.
Kirchenvater Augustinus zitierte die „Antiquitates“ des Varro in seinem eigenen Werk De civitate dei (Vom Gottesstaat) so oft, dass die moderne Philologie daraus den Inhalt der „Antiquitates“ teilweise wiederherstellen konnte. Varro verwandte für die von ihm gemeinte Art der Theologie noch das griechische Adjektiv physikos, das Augustinus mit dem lateinischen naturalis übersetzte. Über Augustinus ist der Begriff Natürliche Theologie geschichtsmächtig geworden. Varro selbst stützt sich auf stoische Quellen. Ob er den Ausdruck Natürliche Theologie selbst geprägt hat, ist nicht bekannt.

### Platon
Platon gilt der Sache nach als der älteste bekannte Vertreter einer Natürlichen Theologie, auch wenn sich dieser Begriff erst viel später eingebürgert hat. In seinem Dialog über den Staat (Politeia) bedeutet „Theologie“ zunächst ganz allgemein „das Reden von Gott“. Im 10. Buch seines Alterswerkes Die Gesetze legt er „das Dasein der Götter“ dar, und zwar „durch Beibringung überzeugender Gründe“.

### Aristoteles
Aristoteles argumentiert in seiner Metaphysik für die Annahme eines (ersten) unbewegten Bewegers. Auf die aristotelische Argumentation stützt sich später die Scholastik. Genau besehen ist Aristoteles’ Argument für den ersten unbewegten Beweger weniger ein ontologisches, als vielmehr ein logisches Argument, das zur Bewegungslehre gehört: Da in der aristotelischen Bewegungslehre die Bewegung eines Körpers immer nur durch die Bewegung eines anderen Körpers verursacht sein soll, so ergäbe sich ein unendlicher Regress, wenn man nicht die Bewegung sozusagen „am Anfang von allem“ aus einer unbewegten Quelle hervorgehen lässt; diese Quelle ist der allein aus logischen Gründen postulierte unbewegte Beweger. Mit der christlichen „ontologischen“ Vorstellung eines real existierenden Geistwesens namens Gott, der zugleich der Schöpfer aller Dinge ist, fällt dies zunächst nicht zusammen.

### Patristik
Der äußere geschichtliche Anlass für die Entstehung der Natürlichen Theologie im heutigen Sinn war die Begegnung des jungen Christentums mit der hellenistischen Philosophie. Wie schon der Apostel Paulus sahen sich nach ihm auch die Kirchenväter zur Auseinandersetzung mit der Philosophie genötigt, „um die Irrtümer der Heiden zu widerlegen, deren Meinung sie kennen konnten, weil sie selbst Heiden gewesen waren oder zumindest unter Heiden gelebt hatten und deshalb in ihren Lehren unterrichtet waren“ (Thomas von Aquin).

### Mittelalter
Der bekannteste und vermutlich einflussreichste Philosoph des Mittelalters ist Thomas von Aquin. Seine Bemühungen um eine Synthese von Philosophie und christlicher Theologie betrafen zunächst die wissenschaftstheoretische Bestimmung der beiden Disziplinen und ihrer Zuständigkeiten und dann die Ausgestaltung einer philosophischen Theologie etwa in der bekannten Formulierung der „fünf Wege, das Dasein Gottes zu beweisen“ (siehe unten). Damit hat er wesentlich zur Grundlagenbereitung einer natürlichen Theologie im heutigen Sinne beigetragen.
Auch der katalanische Philosoph Raimundus Sabundus nimmt in seiner Schrift Liber creaturarum die Position einer philosophischen Theologie ein.

### Neuzeit
In der Renaissance wurde die Idee einer natürlichen Theologie durch die Erneuerung der platonischen Philosophie ab dem 15. Jahrhundert (besonders in Florenz durch Marsilio Ficino) gefördert. Zu ihren Befürwortern zählten Galileo Galilei (1564–1642) und Isaac Newton (1643–1727), die Naturphilosophie auch als Gottsuche verstanden. Isaac Newton erklärte 1713 im Scholium generale zur 2. Ausgabe seiner Principia die Existenz Gottes zur wissenschaftlich beweisbaren „unausweichlichen Tatsache“ und formulierte den Satz, die Rede von Gott gehöre unbedingt zur Naturlehre hinzu. 
Die Philosophie nach Newton schließt wieder in vielem an scholastische Traditionen an, wie die religionsphilosophischen Systeme der Aufklärung von Francisco Suárez, Gottfried Wilhelm Leibniz oder Christian Freiherr von Wolff zeigen.
Später verfolgten zahlreiche Philosophen und Theologen das Projekt natürlicher Theologie weiter, im 19. und frühen 20. Jahrhundert oft im Kontext der Neuscholastik und des Thomismus. 
Das Erste Vatikanische Konzil erklärte 1870 in der dogmatischen Konstitution „Dei Filius“, dass Gott mit Hilfe der menschlichen Vernunft sicher aus der geschaffenen Welt erkannt werden könne („Ecclesia tenet et docet, Deum, … naturali humanae rationis lumine e rebus creatis certo cognosci posse.“). Derjenige, der diese Lehre bestreitet („Si quis dixerit … cognosci non posse …“), wird mit dem Ausschluss aus der katholischen Kirche (Anathema) bedroht („… anathema sit“).
Auch der Weltkatechismus der römisch-katholischen Kirche hält die natürliche Theologie für möglich und nötig und verweist dabei insbesondere auf eine in diesem Sinne verstandene Interpretation des Römerbriefs (Kapitel 1).

## Gottesbeweise in der Natürlichen Theologie

### Die fünf Wege des Thomas von Aquin
In seinem Hauptwerk Summa theologiae führte Thomas von Aquin „fünf Wege“ (quinque viae) an, die es gebe, „das Dasein Gottes zu beweisen“. Dabei griff er auf Gedankengänge zurück, die sich schon bei Platon und Aristoteles finden: 
- Aus dem Bewegtsein wird ein erster unbewegter Beweger erschlossen (kinesiologischer bzw. kosmologischer Gottesbeweis),
- aus dem Bewirktsein eine erste Ursache (causa prima) (Kausalbeweis),
- aus dem zufälligen So- und Dasein ein absolut notwendiges Wesen (Kontingenzbeweis),
- aus dem mehr oder weniger Vollkommensein ein absolut vollkommenes Wesen (Stufenbeweis)
- und aus dem Geordnetsein der Weltdinge ein oberster Ordner (teleologischer Gottesbeweis).

Die fünf Wege des Thomas von Aquin sind Versuche, das Dasein Gottes „aus der Erfahrung“ (a posteriori) zu beweisen. Die Möglichkeit eines Gottesbeweises a priori, z. B. in Form des ontologischen Gottesbeweises des Anselm von Canterbury in seinem Proslogion, wurde von Thomas von Aquin bestritten.

## Vom „Wesen“ Gottes
Ursprünglich ist es Ziel der Gottesbeweise zu zeigen, dass Gott ist (existiert). 
Dass Gott existiert, sagt aber zunächst noch nichts darüber aus, was Gott ist. Um eine bestimmte Vorstellung von Gott zu beweisen (z. B. die Vorstellung von einem persönlichen Gott), bedarf es weiterer Argumente, die z. B. Thomas von Aquin in der „Summe der Theologie“ (Summa theologiae) oder „Summe gegen die Heiden“ (Summa contra gentiles) darlegt. Die Gotteslehre wird darin im Anschluss an die Gottesbeweise vor allem auf drei Wegen entwickelt: dem „Weg des Heraushebens“ (via eminentiae), dem Weg der „Analogie“ und dem „Weg der Verneinung“ (via negationis, vgl. Negative Theologie). Grundsätzlich gilt auch für Thomas, dass wir von Gott immer eher wissen, was er nicht ist, als was er ist.
Vertreter der natürlichen Theologie argumentieren in Bezug auf das Wesen Gottes stark zusammengefasst wie folgt: Als „unbewegter Beweger“ und „erste Ursache“ ist Gott unveränderlich und ewig, ist er frei von jeglicher Potenz, also reiner Akt (actus purus) und reiner Geist, ohne materielle Beschränkungen und Mängel, also vollkommen. Bei ihm fallen Sein (esse) und Wesen (essentia) zusammen. Als vollkommenem Urgrund allen Seins muss Gott zukommen, was immer es in der von ihm geschaffenen Welt, namentlich im Menschen, an Wahrem und Gutem gibt: Sein, Leben, Wissen, Macht, Personalität, Liebe, Glück – nur in unvergleichlich höherer Weise. Er ist deshalb das Sein und das Leben selbst, allgegenwärtig, allwissend und allmächtig, absolute Personalität, unendliche Liebe und vollkommene Glückseligkeit.

## Kritik an der Natürlichen Theologie

### Kritik der Gottesbeweise
Zu den bekanntesten Kritikern der Gottesbeweise zählt Immanuel Kant. Dieser versucht in der Kritik der reinen Vernunft (A 620 ff.) den ontologischen Gottesbeweis zu widerlegen, hält aber – angesichts der Beschränkung der Reichweite menschlicher Erkenntnis – auch a-posteriorische Gottesbeweise wie die des Thomas von Aquin für nicht möglich. Bis in die Gegenwart wird die Schlüssigkeit der klassischen Gottesbeweise, aber auch die kantsche Kritik daran, unter Philosophen kontrovers diskutiert.

### Theologische Kritik am Programm der Natürlichen Theologie
Aus (offenbarungs)theologischer Sicht gibt es unterschiedliche Einordnungen der Natürlichen Theologie. Das Spektrum reicht von entschiedener Ablehnung bis zu eindeutiger Zustimmung.
Harscher Kritik wurde die natürliche Theologie unterzogen, sofern sie überhaupt eine eigenständige Gotteserkenntnis zu erreichen beansprucht. Dabei wird oft nicht zwischen natürlicher Theologie im oben erklärten Sinne und natürlicher Religion als etwa einer Form der Gottesbeziehung, welche für ihre Form nicht in Offenbarungsdaten begründet angenommen wird, unterschieden. Wichtige Stationen solcher Kritik sind:
- Die lutherische Spätorthodoxie (gemäßigter Buddeus) bestritt (gegen Cherbury), dass die angemessene Form der Gottesverehrung natürlichem Wissen gegeben sei.

- Der Philosoph David Hume, der auf den Charakter natürlicher Theologien als nachträglicher Konstrukte aufmerksam machte. Vorher hatten Deisten postuliert, es handele sich um eine Art verfälschte Urreligion der Menschheit. Nach Hume steht stattdessen polytheistische Naturverehrung am Anfang.

- Friedrich Daniel Ernst Schleiermacher schließt sich Hume und Kant im Grundsatz an. Anders als bei Hume erhält „positive“ (tatsächliche geschichtliche statt künstlich in Gedanken konstruierte) Religion eine Aufwertung, philosophische Theologie hingegen wird geschichtlich relativiert. Gott gehört, wie bei Kant, nicht zum Bereich objektiver Erkenntnis; diese gibt es nur im Bereich der Erscheinungen.

- Albrecht Ritschl wehrt sich (1881) gegen Übergriffe natürlicher Theologie in die christliche Dogmatik, besonders gegen eine moralische Verengung mittels metaphysischer Grundlegungen. Dies sollte den Glauben von durch positivistische Kritik fragwürdigen metaphysischen Voraussetzungen befreien. Die altkirchliche Rezeption antiker Philosopheme findet sein Missfallen. Wie bei Harnack bleibt etwa die dadurch ermöglichte universale Öffnung auch für Nichtjuden unbeachtet. Besonders Melanchthon, der eine anthropologische Grundlegung entwickelt hatte, habe die Vermischung von „Natur“ und „Gnade“ vorangetrieben. Auch Schleiermacher gehe fälschlich von einer Allgemeinheit frommen Selbstbewusstseins aus statt vom geschichtlichen christlichen Glauben.

- Karl Barth wendet sich (explizit erst um 1930) ähnlich wie Ritschl gegen natürliche Theologie als Gegenbild einer Offenbarungstheologie, das Kritik verdiene, weil darin die Selbstbehauptung des Menschen zum Ausdruck komme. Sie könne vor Barths radikalisierter Rechtfertigungstheologie nicht bestehen. Historische Gestalten natürlicher Theologie intendierten jedoch nie einen Gegensatz zum Gott der Offenbarung. Barths These gründet sich auf seine spezifische Lesart Feuerbachs, wobei Barth die psychologische Ableitung von Religion für die nichtchristlichen Religionen übernimmt, besonders daher für die „natürliche Religion“. Wo natürliche Religion Anspruch auf Allgemeinheit erhebt, hatte Barth „kaum mehr als Rhetorik zu bieten“ (Wolfhart Pannenberg).

- Eberhard Jüngel kritisiert jeden Anspruch auf eigenständige Gotteserkenntnis durch natürliche Theologie.

- Wolfhart Pannenberg zieht ein Fazit, das von vielen (katholischen und protestantischen) heutigen Theologen geteilt wird: „Mit der Unmöglichkeit einer rein rational begründeten Theologie aber ist die Frage nach Möglichkeit und Tatsächlichkeit einer natürlichen Gotteserkenntnis im Sinne einer dem Menschen als solchen immer schon eigenen, faktischen Kenntnis von dem Gott, den die christliche Botschaft verkündet, noch nicht beantwortet.“

### Philosophische Kritik an der Natürlichen Theologie
- David Hume (1711–1776) setzt sich vor allem in den „Dialogues Concerning Natural Religion“ (1779) mit der Natürlichen Theologie auseinander. Hier vertritt Hume die Ansicht, dass es keinen „natürlichen“ Weg gebe, die Existenz eines christlich verstandenen Gottes mittels bloßer Erwägungen aus Vernunftgründen zu erweisen. In seinem Dialog gibt Hume dem Skeptiker Philon das letzte Wort, der am Ende bedauert, „keine befriedigendere Lösung“ gefunden zu haben. Wenn sich die „gesamte natürliche Theologie“ auf den „einen einfachen, wenngleich einigermaßen unklaren“ Satz verkürzen ließe: „Die Ursache oder Ursachen der Ordnung im Universum besitzen wahrscheinlich irgendeine entfernte Ähnlichkeit mit menschlicher Intelligenz“ – dann könne ihm auch der „wissbegierigste, nachdenklichste und religiöseste Mensch“ seine „eindeutige philosophische Zustimmung“ nicht versagen. Dieser Satz wird von Hume nun aber sogleich eingeschränkt durch eine lange Kette von vier „sofern“-Sätzen, deren Einschränkungen aus diesem philosophischen Begriff von Gott alles entfernen, was für christliche Gläubigkeit noch von Bedeutung wäre. Vor allem denkt Hume (Philo), dass „dieser Satz keiner Erweiterung, Abwandlung oder näheren Erläuterung zugänglich ist“. Zudem lasse der Satz keinen Schluss zu, „der das menschliche Leben berührt oder Anlass zu irgendeiner Handlung oder Unterlassung werden kann“. Nicht zu überlesen ist auch, dass Hume die Frage eine Ursache oder viele Ursachen? in der oben angeführten Stelle offen hält.

- Arthur Schopenhauer (1788–1860) kritisiert alle Religionen, ausgehend von der Annahme eines allgemeinen „metaphysischen Bedürfnisses“ des Menschen als „allegorisch und mythisch ausgesprochene und dadurch der Menschheit im Großen zugänglich und verdaulich gemachte Wahrheit“. Er bezeichnet die Religion deshalb auch als „Metaphysik des Volks“. Schopenhauers Kritik an der rationalen Theologie seiner Zeit (§ 175) stützt sich auf den angenommenen Gegensatz von Glauben und Wissen. Über ein Kernthema der Natürlichen Theologie, nämlich das Verhältnis von Vernunft und Glauben, schreibt Schopenhauer: „Wer ein Rationalist seyn will, muss ein Philosoph seyn und als solcher sich von aller Auktorität emancipieren, vorwärts gehn und vor nichts zurückbeben. Will man aber Theolog seyn; so sei man konsequent und verlasse nicht das Fundament der Auktorität, auch nicht, wenn sie das Unbegreifliche zu glauben gebietet. Man kann nicht zweien Herren dienen, also entweder der Vernunft oder der Schrift. (…) Entweder glauben oder philosophieren! was man erwählt, sei man ganz.“ (§ 181)

### Einführungen
- Wolfhart Pannenberg: Systematische Theologie, Band 1, Göttingen 1989, S. 83–122.
- Wolfhart Pannenberg: Natürliche Theologie, II: Im ev. Verständnis, in: LThK, 2. A., Bd. 7, S. 816–817.
- Klaus Riesenhuber: Natürliche Theologie, in: Herders Theologisches Taschenlexikon, Bd. 5, S. 169–177
- Klaus Riesenhuber: Natürliche Theologie, in: Sacramentum mundi, Bd. 3, S. 691–700
- Gottlieb Söhngen: Natürliche Theologie, in: LThK, 2. A., Bd. 7 (1962), S. 811–816.
- Otto Muck, Georg Kraus: Natürliche Theologie, in: LThK, 3. A., Bd. 7 (1993), S. 676–681.

### Einzelne Theologen
- Michael Albrecht: Thema: die natürliche Theologie bei Christian Wolff. Meiner, Hamburg 2011 .
- Martin Lenk: Von der Gotteserkenntnis. Natürliche Theologie im Werk Henri de Lubacs. Knecht, Frankfurt am Main 1993, ISBN 3-7820-0683-6.
- Philip Stewart: Natürliche Theologie Einst und Jetzt. Eine Untersuchung der Protestantischen Natürlichen Theologie in Geschichte und Gegenwart. Diss., Universität München 2013.